# Pterolophia obscura
Pterolophia obscura là một loài bọ cánh cứng trong họ Cerambycidae.